# Metro: Last Light
Metro: Last Light – pierwszoosobowa strzelanka z elementami survival horroru wydana 14 maja 2013 roku. Za produkcję gry odpowiada studio 4A Games. Jest kontynuacją gry Metro 2033 powstałej na podstawie książki o tym samym tytule. Początkowo miała zawierać tryb dla wielu graczy, jednak studio 4A Games postanowiło z niego zrezygnować.
Jej zremasterowana wersja ukazała się w sierpniu 2014 roku w zbiorczym wydaniu pudełkowym Metro Redux zawierającym gry Metro 2033 Redux i Metro: Last Light Redux oraz jako oddzielny produkt w dystrybucji cyfrowej. Produkcja została m.in. wzbogacona o nowe elementy rozgrywki, a także zawiera wszystkie wydane DLC. Edycja ta ukazała się na platformach: PlayStation 4, Windows, Xbox One, Linux, Macintosh, Nintendo Switch i SteamOS.
W 2019 roku wydano kontynuację gry – Metro Exodus.

## Fabuła
Gra przedstawia wydarzenia mające miejsce po wystrzeleniu rakiet w stronę Ogrodu Botanicznego przez stalkerów. Gracz ponownie wciela się w rolę Artema, wybrańca ze stacji WOGN, który został przyjęty do elitarnego Zakonu Spartan. Jego dawny przyjaciel Chan informuje pułkownika Młynarza o tym, że w pozostałościach Ogrodu Botanicznego zauważył ocalałego Cienia. Młynarz zleca Artemowi jego likwidację. Wyrusza tam w postaci przynęty. Zabójstwem ma się zająć córka pułkownika, Anna. Niestety, misja się nie powodzi i poprzez wiele zbiegów okoliczności, bohater rusza w pościg za ostatnim z Cieni. Po drodze odkrywa zbrodnicze plany bardzo ambitnego generała z Czerwonej Linii i musi za wszelką cenę powstrzymać zbliżającą się Wielką Wojnę ostatnich resztek ludzkości.